# Desfluraan
Desfluraan (2-(difluormethoxy)-1,1,1,2-tetrafluorethaan of 1,2,2,2-tetrafluorethyl-difluormethylether) is een damp (narcosegas) die men kan gebruiken voor algehele anesthesie. Het volgt dampen als enfluraan en isofluraan op.

## Algemeen
Desfluraan hoort bij de dampvormige (anesthetica) net als bijvoorbeeld ether, cyclopropaan, chloroform, halothaan, enfluraan, sevofluraan en isofluraan.

## Stereochemie
Desfluraan is een racemaat, dat wil zeggen een 1: 1 mengsel van de volgende twee enantiomeren:
| Enantiomeer van Desfluraan | Enantiomeer van Desfluraan |
| -------------------------- | -------------------------- |
| (R)-Enantiomeer            | (S)-Enantiomeer            |

## Werking
De exacte werking waardoor bij dampvormige anesthetica anesthesie ontstaat is nog niet geheel bekend. Het werkt als een anestheticum en geeft een toestand van diepe slaap ook wel narcose of algehele anesthesie genoemd. Het geeft tevens pijnstilling (analgesie) en een bepaalde mate van verslapping (spierrelaxatie).

## Farmacologie
Desfluraan hoort net als halothaan bij de gehalogeneerde koolwaterstoffen. Het lijkt op isofluraan, waarbij het chlooratoom vervangen is door een fluoratoom. De MAC-waarde van desfluraan is ongeveer 7 vol% in zuurstof (en 3,5 in 60% lachgas). Daarmee is desfluraan een van de minst potente dampen. Desfluraan wordt nauwelijks gemetaboliseerd.

## Dosering
Desfluraan is een inhalatievloeistof die via een verdamper wordt toegediend en daarmee wordt toegevoegd aan het mengsel van zuurstof en lucht (of soms lachgas), waarmee een patiënt wordt beademd. De dosering wordt uitgedrukt in Volumeprocent. Meestal wordt bij volwassenen tussen de 6 en 10 vol % gebruikt tijdens de anesthesie (ongeveer 1,3 maal de MAC-waarde). Desfluraan is erg prikkelend, en kent een snelle in- en uitwerking. Voor elk dampvormig anestheticum is er een MAC-waarde vastgesteld zodat de sterkte onderling te vergelijken is.

## Bijwerkingen
In zeldzame gevallen kunnen alle huidige dampvormige anesthetica maligne hyperthermie geven bij gevoelige personen. Bij deze personen zijn dampen dus absoluut gecontraïndiceerd. Naast de normale bijwerkingen van dampvormige anesthetica zoals op de circulatie (lage bloeddruk, ritmestoornissen bij adrenaline gebruik) en op de ventilatie (ademhalingsdemping) zijn er weinig specifieke bijwerkingen. Wel is er door de snelle uitwerking meer kans op onrust en agitatie bij het ontwaken

## Merknaam
Desfluraan, Suprane (Baxter).

## Gevolgen voor klimaatverandering
Desfluraan is een zeer krachtig broeikasgas; 3714 maal zo sterk als koolstofdioxide. Weinig narcosegassen hebben een zo krachtig broeikaseffect als desfluraan. Alle narcosegassen samen dragen ongeveer evenveel bij aan de opwarming van de Aarde als ongeveer 1 miljoen auto's.